# Paradis (chanson)
Pour les articles homonymes, voir Paradis (homonymie).
Singles de Alain Chamfort
Bambou
(1981) Chasseur d'ivoire
(1982)
Paradis est une chanson écrite par E. Hagen-Dierks, plus connu sous le nom de Jacques Duvall, composée et interprétée par Alain Chamfort. La chanson sort en single en 1981 et est extraite de l'album Amour année zéro.

## Composition
À l'origine, le texte initialement prévu était celui de Serge Gainsbourg avec Souviens-toi de m'oublier, mais Alain Chamfort refuse le texte. C'est grâce à Lio, compagne de l'époque d'Alain Chamfort, que Duvall écrit le texte Paradis sous le pseudonyme Eric Hagen-Dierks.
En mai 1981, l'album Amour année zéro paraît. En octobre 1981, le single Paradis sort et connaît un succès modéré en s'écoulant à plus de 80 000 exemplaires. La pochette du single est signée Jean-Baptiste Mondino, à qui l'on devait déjà les photos de son précédent album Poses en 1979 et des singles Géant et Palais Royal. Mondino va même s'essayer à la réalisation pour la première fois avec le clip vidéo de la chanson.
Souviens-toi de m'oublier, le texte initial de Gainsbourg, sera donné à Catherine Deneuve. 
Cette première collaboration entre Duvall et Chamfort n'en restera pas là puisqu'ils travailleront de nouveau ensemble par la suite.

## Autre version
En 2016, la chanson est remixée par le groupe Paradis pour Le meilleur d'Alain Chamfort (versions revisitées), une compilation de reprises et de remixes du chanteur.

## Classements hebdomadaires
| Classement (1981) | Meilleure place |
| ----------------- | --------------- |
| France (IFOP)     | 22              |

| Classement (2016) | Meilleure place |
| ----------------- | --------------- |
| France (SNEP)     | 169             |